# Alcest
Alcest is een muziekproject uit Frankrijk. De band is opgericht in 2000, in Bagnols-sur-Cèze.
In 2000 begon de band met drie bandleden: Neige, Aegnor (ook bekend onder de naam Famine) en Argoth. Na de eerste release vonden er enkele wijzigingen plaats in de samenstelling, en heeft Alcest enkele tijd als soloproject van Neige gefungeerd. De muziekstijl van de band is in de loop der jaren ook veranderd. Waar de eerdere releases doorgaans tot de black metal werden gerekend, wordt het latere werk doorgaans aangemerkt als blackgaze of post-metal.

## Geschiedenis
Alcest was aanvankelijk een soloproject van Stéphane Paut, beter bekend onder de artiestennaam Neige. De band is ontstaan in 2000 met 3 bandleden. In 2001 kwam de eerste demo uit: Tristesse Hivernale. De demo wordt tot de black metal gerekend en werd uitgebracht onder het label Drakkar Productions. Kort nadat de eerste demo uitkwam verlieten enkele leden de band, waardoor Alcest verder fungeerde als soloproject van Neige, en veranderde de muziekstijl. In 2005 kwam de ep Le Secret uit, wat een kleine introductie was voor het nieuwe concept van Alcest. Nadat Alcest in maart 2007 had getekend bij Prophecy Productions, kwam het debuutalbum Souvenirs d'un autre monde uit op 3 augustus 2007.
Kort daarna is de demo Tristesse Hivernale opnieuw uitgegeven in de vorm van een split(album) met Angmar.
In 2009 kwam het splitalbum uit met Les Discrets. In datzelfde jaar trad drummer Winterhalter (voorheen drummer van Les Discrets en Peste Noir) toe tot Alcest, waarmee het een duo werd.
Op 29 maart 2010 kwam het album Écailles de Lune uit. In datzelfde jaar ging Alcest voor het eerst op tournee door zowel Europa als de Verenigde Staten. In 2012 volgde het album Les Voyages de l'Âme. Dit album werd overwegend positief ontvangen door critici. In 2014 volgt het album Shelter. In dit album leek Alcest helemaal te breken met haar roots in de metal, door een op de leest van de shoegaze geschoeid album uit te brengen. Volgens Neige heeft deze stilistische keuze te maken met het feit dat hij destijds naar eigen zeggen geobsedeerd was met [de muziek van] Slowdive.
In 2016 volgde het album Kodama. Volgens Neige was dit album geïnspireerd op de Japanse kunst en cultuur, en dan met name de animefilm Princess Mononoke van Hayao Miyazaki. Op 25 oktober 2019 bracht Alcest het album Spiritual Instinct uit. 

## Concept
Als kind had Neige fantasieën over een elfenland/fantasiewereld. Neige wil luisteraars meenemen naar zijn herinneringen en droomwereld.

## Bandleden
- Neige (2000 – ) – Basgitaar, zang, drums, gitaar, synthesizers
- Winterhalter (2009 – ) – Drums

Live bandleden:
- Indria – Bas
- Zero – tweede gitaar / achtergrondvocalen

Ex-leden:
- Aegnor (Famine) (2000-2001) – Leadgitaar op de demo 'Tristesse Hivernale'
- Argoth (2000-2001) – Basgitaar op de demo 'Tristesse Hivernale'
- Fursy Teyssier – Basgitaar bij live concerten

## Discografie
Albums:
- Souvenirs d'un autre monde – 2007
- Écailles de Lune – 2010
- Les Voyages de l'Âme – 2012
- Shelter – 2014
- Kodama - 2016
- Spiritual Instinct - 2019
- Les Chants de l'Aurore - 2024

Ep's:
- Le Secret – 2005

Split releases:
- Aux Funérailles du Monde... / Tristesse Hivernale (split met Angmar) – 2007
- Alcest / Les Discrets – 2009

Demo's:
- Tristesse Hivernale – 2001

Labels:
- Drakkar Productions
- Northern Silence Productions
- Prophecy Productions
- Nuclear Blast